# Retrat d'Isabel d'Este (Leonardo da Vinci)
Aquest cartó per a un Retrat d'Isabel d'Este (en italià, Ritratto di Isabella d'Este) és un dels dibuixos més coneguts del pintor italià Leonardo da Vinci. Va ser realitzat amb guix negre, sanguina i pastel groc sobre paper i les seves mides són 63 centímetres d'alt i 46 cm d'amplada. Es troba al Cabinet des Dessins del Museu del Louvre, a París.
Va ser pintat l'any 1500, al breu pas de Leonardo per la cort de Màntua durant la seva fugida de Milà. Va ser a la col·lecció Vallardi i va arribar al Louvre el 1860.
Aquest retrat no ha tingut una gran fortuna crítica perquè derivava d'un model heràldic, una medalla executada per Gian Cristoforo Romano l'any 1498. Es diu que la marquesa Isabel d'Este no va voler posar, encara que existeixen diversos documents en els quals demanava que Leonardo li fes un retrat, així com correspondència de Cecilia Gallerani on expressava a Isabel la seva opinió que Leonardo era millor retratista que Giovanni Bellini.
Malgrat això, es tracta d'un dibuix on s'anticipen uns certs trets de La Gioconda, i en el que el model sembla haver estat captat al mateix moment de girar el cap.
Al llarg de les línies que formen el cos de les sumptuoses vestidures, són visibles els diminuts forats destinats a deixar passar a la taula la finíssima pols de carbó que hauria constituït el traçat de base de la pintura.